# Angerona

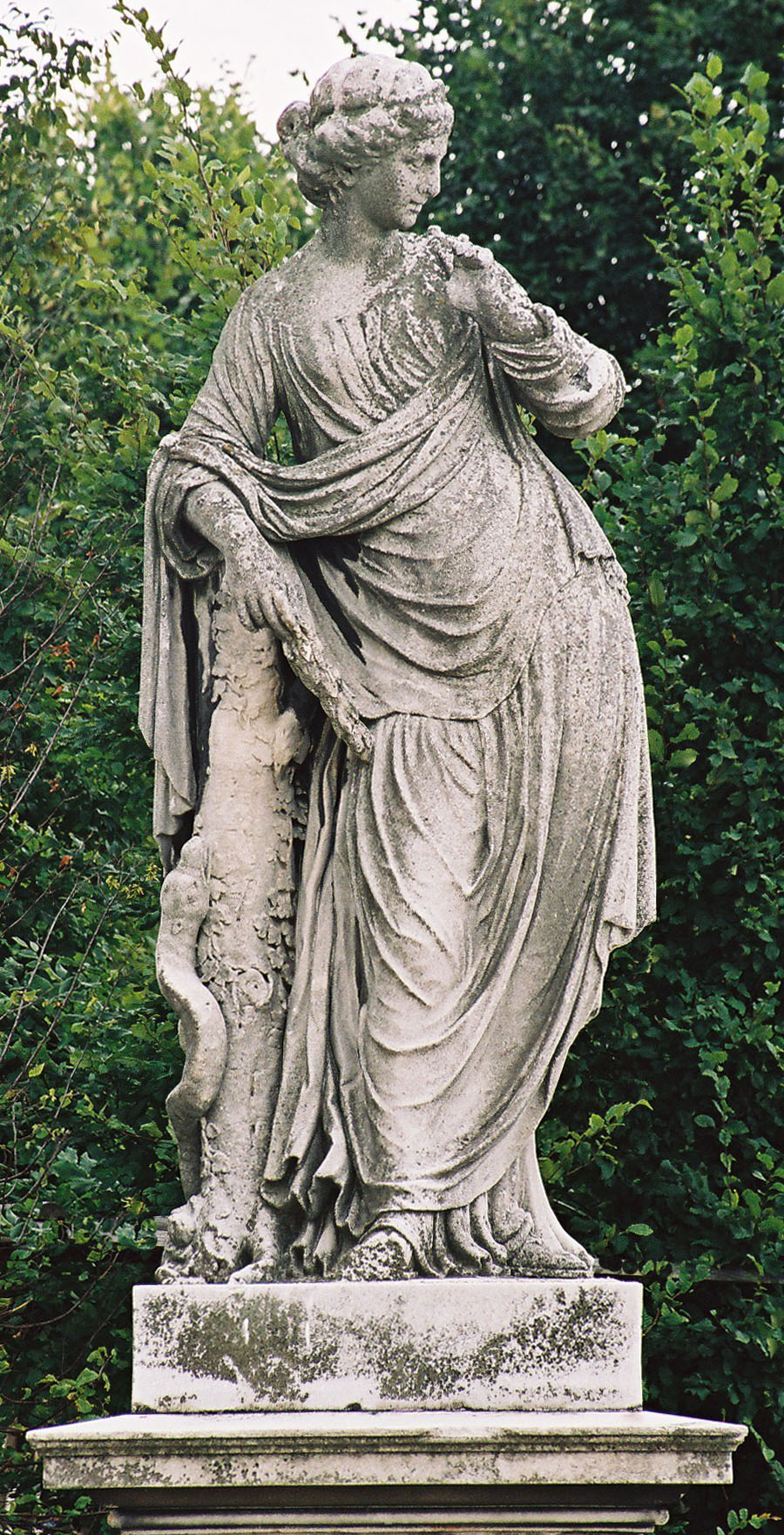
Socha Angerony ve vídeňském Schönbrunnu, Johann Christian Wilhelm Beyer, cca 1773–1780

Angerona, též Diva Angerona, je římská bohyně nejasné funkce známá především z díla Macrobia.
Její svátek zvaný Divalia či Angenoralia byl slaven na zimní slunovrat 21. prosince zvaný bruma. Byla zobrazována s prstem na ústech či roubíkem, to může odkazovat na svět mrtvých – Angerona by byla poté podsvětním božstvem, či na funkci ochránkyně svěřeného tajemství. Její jméno bylo již ve starověku odvozováno od latinského angor „potíže, nesnáze, úzkost“. V této souvislosti se o zimním slunovratu, kdy byl slaven jejím svátek, mluvilo jako o dní kdy je světlo úzké – lūx angusta. Jaan Puhvel na základě této etymologie srovnává Angeronu s védskou bohyní Aditi jejíž jméno znamená „nesvázáná, bezmezná“ a kterou vykládá jako bohyni zbavující anhas „tísně“, což je slovo příbuzné latinské angor. Tuto úzkost spojuje s omezeným světlem během zimního slunovratu a mlčení bohyně i účastníků jejího svátku s védským mýtem o mudrci Atrim, který pomocí „čtvrté formule“ - pravděpodobně tiché meditace, osvobodil Slunce během zatmění.